# Canal Bus

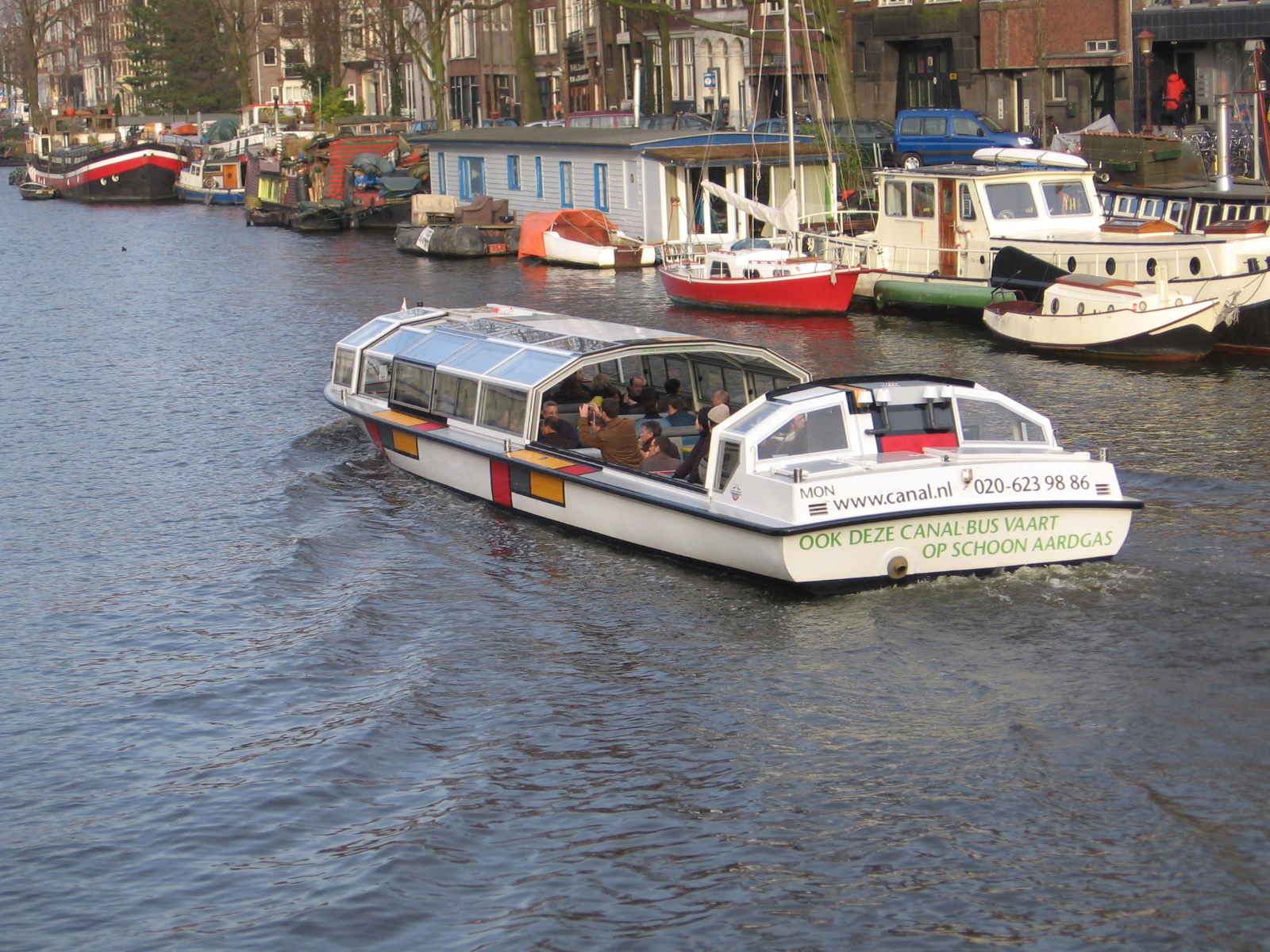
Canal Bus

Canal Bus is een toeristische passagiervervoersdienst door de grachten van Amsterdam. De exploitant er van, 'Canal Company', werd in 2016 overgenomen door de Zweedse branchegenoot 'Stromma' en heet nu Stromma Nederland. De naam Canal Bus is sindsdien veranderd in 'Hop on Hop off Boat'. Het bedrijf vaart een regelmatige lijndienst door de grachten langs vier routes met 20 haltes. Met een dagkaart kan onbeperkt in- en uitstapt worden.

## Geschiedenis
De grachten van Amsterdam zijn altijd een belangrijke vervoersmogelijkheid geweest, maar waren in de 20e eeuw voor passagiersvervoer in onbruik geraakt. In de jaren 1980 ontstond hernieuwde belangstelling voor gebruik van de grachten als waterweg. In 1990 werd een start gemaakt met een passagiervervoersvoorziening.